# Žižkova kasárna (České Budějovice)
Žižkova kasárna v Českých Budějovicích se nachází v lichoběžníkovitém prostoru mezi Žižkovou třídou, Dvořákovou ulicí a Kasárenskou ulicí. Zde stával dvůr zvaný Bauhof, který sloužil od 1786 jako skladiště vojenského materiálu a dřeva a jako řemeslnické dílny. Na jeho místě postavili mezi lety 1890–1892 pražští stavitelé Antonín Dvořák a Karel Fischer Kasárny císaře Františka Josefa pro ubytování pěšího pluku č. 28.

## Proporce a využití kasáren
Kasárny tvoří čtyři dvoupatrové budovy, jejichž novorenesanční fasády byly původně zdobeny štukovými reliéfy, připomínajícími císaře a Rakousko-Uhersko. Budova na západní straně areálu a dvě budovy podél Žižkovy třídy sloužily k ubytování mužstva, v budově ve Dvořákově ulici v sousedství nádraží sídlil štáb. Kromě toho v jižní části areálu byla kuchyně, prádelna, lázeň, skladiště, vězení a tři další objekty pro mužstvo, v jihozápadním rohu jezdecká škola a budova určená k pořádání hudebních produkcí.

## Historie

### Historie kasáren do roku 1918
Dva pražské prapory 28. pluku byly při příjezdu do Českých Budějovic slavnostně uvítány 22. září 1899.

### Historie kasáren po první světové válce

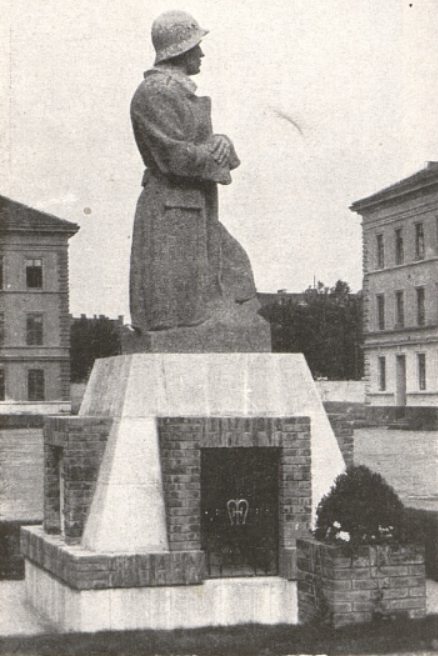
Zborovský pomník, České Budějovice (foto 1927)

Po roce 1918 byly kasárny přejmenovány na Žižkovy kasárny. Od roku 1920 zde byl dislokován 1. československý střelecký pluk „Mistra Jana Husi“ Československých legií, který byl přejmenován na Pěší pluk 1. V roce 1927 zde byl odhalen Zborovský pomník který stál na prostranství před západní budovou (autor pomníku: sochař Otto Birma). Mezi známé osobností, které v těchto kasárnách sloužili, patřili: Karel Klapálek, Jan Kostohryz, Rudolf Krzák, Karel Kutlvašr, František Langer, Josef Mašín, Ondřej Mézl, Jan Smudek a Otakar Zahálka.

### Historie kasáren po druhé světové válce
V  roce 1945 musela být kasárna poškozená při náletu obnovena. Několik objektů bylo zcela zničeno.
Koncem 50. let 20. století byla do parčíku před kasárnami přemístěna jezdecká socha Jana Žižky (autor pomníku: Karel Dvořák), která stála původně (od roku 1951) před českobudějovickou radnicí.

### Historie kasáren po roce 1989
V roce 2013 byl Zborovský pomník umístěn do parčíku na břehu Malše u Jihočeské vědecké knihovny.
V současné době (rok 2023) jsou téměř všechny objekty prázdné. V některých jsou archivy města a v části budovy na Dvořákově ulici působí spolek Karate České Budějovice.